# Modrající hřib
Modrající hřib (též modrák, mn. číslo modráky) je označení pro skupinu hřibovitých hub, která se vyznačuje modráním dužniny na poraněných místech. To je způsobeno rychlou oxidací látek ze skupiny pulvinových kyselin.

## Modrající hřiby
Mezi modrající hřiby patří především zástupci sekce Luridi, ale i několik dalších:
- hřib Dupainův (Boletus dupainii) – nevyskytuje se v ČR
- hřib Fechtnerův (Boletus fechtneri)
- hřib hnědý (Xerocomus badius)
- hřib kavkazský (Boletus caucasicus)
- hřib Kluzákův (Boletus kluzakii)
- hřib koloděj (Boletus luridus)
- hřib kolodějovitý (Boletus comptus) – nevyskytuje se v ČR
- hřib kovář (Boletus luridiformis)
  - hřib žlutý (Boletus junquilleus)
- hřib kříšť (Boletus calopus)
- hřib Le Galové (Boletus legaliae)
- hřib medotrpký (Boletus radicans)
- hřib modračka (Boletus pulverulentus)
- hřib Moserův (Boletus rubrosanquineus)
- hřib nádherný (Boletus spretus) – nevyskytuje se v ČR
- hřib nachový (Boletus rhodoxanthus)
- hřib proměnlivý (Boletus poikilochromus) – nevyskytuje se v ČR
- hřib Quéletův (Boletus queletii)
- hřib rudonachový (Boletus rhodopurpureus)
  - hřib žlutonachový (Boletus xanthopurpureus)
- hřib růžovník (Boletus fuscoroseus)
- hřib satan (Boletus satanas)
  - hřib hlohový (Boletus crataegi)
- hřib satanovitý (Boletus satanoides)
- hřib sicilský (Boletus permagnificus) – nevyskytuje se v ČR
- hřib siný (Gyroporus cyanescens)
- hřib šumavský (Boletus gabretae)
- hřib vonný (Boletus fragrans) – nevyskytuje se v ČR
- hřib vlčí (Boletus lupinus) – nevyskytuje se v ČR
- hřib zavalitý (Boletus torosus) – nevyskytuje se v ČR
- hřib žlutokrvavý (Boletus flavosanguineus) – nevyskytuje se v ČR

Některé druhy modrají, ale jen minimálně či v ojedinělých případech: hřib narůžovělý (Boletus pulchrotinctus), hřib přívěskatý (Boletus appendiculatus), hřib horský (Boletus subappendiculatus).

## Synonymum
Termín modrák se používá (obzvlášť krajově) i jako synonymum pro konkrétní druhy modrajících hřibů, obvykle:
- hřib hnědý (= suchohřib hnědý)
- hřib kovář
- hřib koloděj
- hřib modračka
- hřib siný[1]

Na Opavsku se pro modráky používalo označení „hněvuš“.

## Národní názvy
Podobně jej využívají i některé starší názvy či tzv. národní názvy:
- modrák dubový = hřib koloděj[3]
- modrák hlohový = hřib hlohový[4] (xantoidní forma hřibu satanu)
- modrák hořký = hřib medotrpký[5]
- modrák kovář = hřib kovář[6]
- modrák purpurový = hřib rudonachový[7]
- modrák sadní = hřib modračka[8]
- modrák satanovitý = hřib satanovitý[9]
- modrák trojpásý = hřib medotrpký[5]
- modrák vlčí = hřib vlčí[10]

## Oxidace dužniny
Proces modrání je důsledkem oxidace látek obsažených v dužině, které se řadí do skupiny tzv. pulvinových kyselin. V případě modrajících druhů rodu Boletus jde o kyselinu variegatovou, v případě rodů Xerocomus (suchohřiby) a Xerocomellus (babky) o kyselinu xerokomovou. Modrání u zástupců rodu Gyroporus způsobují jiné látky.

## Pověry
V souvislosti s modráním existují pověry, které jej spojují s jedlostí nebo naopak jedovatostí příslušných druhů. Ve skutečnosti však tento projev s obsahem jedů nijak nesouvisí. Mezi modrajícími hřiby se vyskytují jedlé, nejedlé i jedovaté druhy.